# ویا ساکرا
ویا ساکرا (انگلیسی: Via Sacra) (به‌معنای «خیابان مقدس») خیابان اصلی رم تاریخ باستان بود، که از بالای تپه کاپیتول (رم)، ویا برخی از مهم‌ترین مکان‌های مذهبی فروم رم (جایی که عریض‌ترین خیابان است)، به کولوسئوم منتهی می‌شد.